# Alaksza Tamás
Alaksza Tamás (1935 – 2014) író, újságíró.

## Élete
A Pajtás szerkesztője volt. 1949 és 1975 között sok képregény szövegkönyvét készítette el, amelyeket Sebők Imre, Endrődi István, Zórád Ernő, Takács Zoltán és Dargay Attila rajzolt meg. Legszorosabb munkakapcsolatban Dargay Atilával állt, híres Kajla-sorozatának szövegeit írta 1970-től. Első képregénye a Három elveszett úttörő volt, ennek szövegét diákkorában írta, s a Pajtás közölte folytatásokban 1949. novembere és 1950. januárja között, a rajzoló Sebők Imre volt. Ifjúsági könyveket is írt, Egy utas eltűnt című regénye a Delfin könyvek sorozatban jelent meg 1972-ben. Együtt dolgozott Rajnai Andrással is, ő készítette el a Szindbád nyolcadik utazása című 1985-ös film forgatókönyvét (a történetből egy kilenc részes sorozat is készült), valamint néhány egyéb tévéjáték forgatókönyvét is.

## Munkái

### Önállóan megjelent könyvek, képregények
- Egy utas eltűnt (regény, Móra, Delfin könyvek, 1972)
- Úttörőnek kedve mindig jó (antológia, szerkesztő: Alaksza Tamás, Móra, 1976)
- Az utolsó start (hat, a Pajtásban megjelent képregény utánközlése, Magánkiadás, 2016)

### Forgatókönyvek
- Istenszerelem (1993)
- Szindbád nyolcadik utazása (1989)
- Az aranygyapjú elrablása (1989)
- A bikafejű szörnyeteg (1988)